# Johannes IV av Trapezunt
Johannes IV av Trapezunt, född 1403, död 1459, var regerande kejsare av Trapezunt från 1429 till 1459. Han var medregent till sin bror Alexander Megas Komnenos 1451-1459.